# Urtica portosanctana
Urtica portosanctana é uma espécie de planta com flor pertencente à família Urticaceae. 
A autoridade científica da espécie é Press, tendo sido publicada em Bocagiana 123: 4 (1988).

## Portugal
Trata-se de uma espécie presente no território português, nomeadamente no Arquipélago da Madeira.
Em termos de naturalidade é endémica da região atrás referida.

## Protecção
Não se encontra protegida por legislação portuguesa ou da Comunidade Europeia.